# Opel Mokka B
Der Opel Mokka B ist ein Kompakt-SUV des deutschen Automobilherstellers Opel, welcher zum Stellantis-Konzern gehört. Das Fahrzeug basiert auf der Common Modular Platform und wird auf dem europäischen Festland und in der Republik Irland unter der Marke Opel angeboten. Im Vereinigten Königreich wird es als Vauxhall Mokka vermarktet.

## Modellgeschichte
Nachdem die Produktion des rund 12 Zentimeter längeren Vorgängermodells Mokka A auf Basis der Gamma-II-Plattform von GM Korea im Juni 2019 auslief, präsentierte Opel ein Jahr später den Mokka B zunächst als batterieelektrisch angetriebenen Opel Mokka-e. Im September 2020 stellte der Hersteller auch konventionell angetriebene Versionen mit Otto- und Dieselmotoren vor. Seit Spätsommer 2020 ist das SUV bestellbar, die Auslieferungen begannen Anfang 2021. Im Januar 2021 wurde bekannt, dass Opel Bestellungen für den Mokka-e stornieren muss, da die Produktionskapazitäten im französischen Poissy nicht ausreichen. Auf 700 Exemplare limitiert ist das Sondermodell Individual, das im März 2022 auf Basis des stärksten Benziners in den Handel kam. Eine überarbeitete Version der Baureihe präsentierte Opel im Oktober 2024. Auf der IAA Mobility im September 2025 präsentiert Opel die sportliche Version GSE.
Optisch läutet Opel mit dem Mokka B eine neue Designsprache ein. Insbesondere die „Vizor“ genannte Frontpartie in Anlehnung an den Opel Manta soll künftig weitere Opel-Modelle zieren. Auch weitere Merkmale werden von der 2018 vorgestellten Designstudie Opel GT X Experimental übernommen.
Die technische Basis teilt sich der Mokka B unter anderem mit dem Peugeot 2008 II und dem DS 3 Crossback.

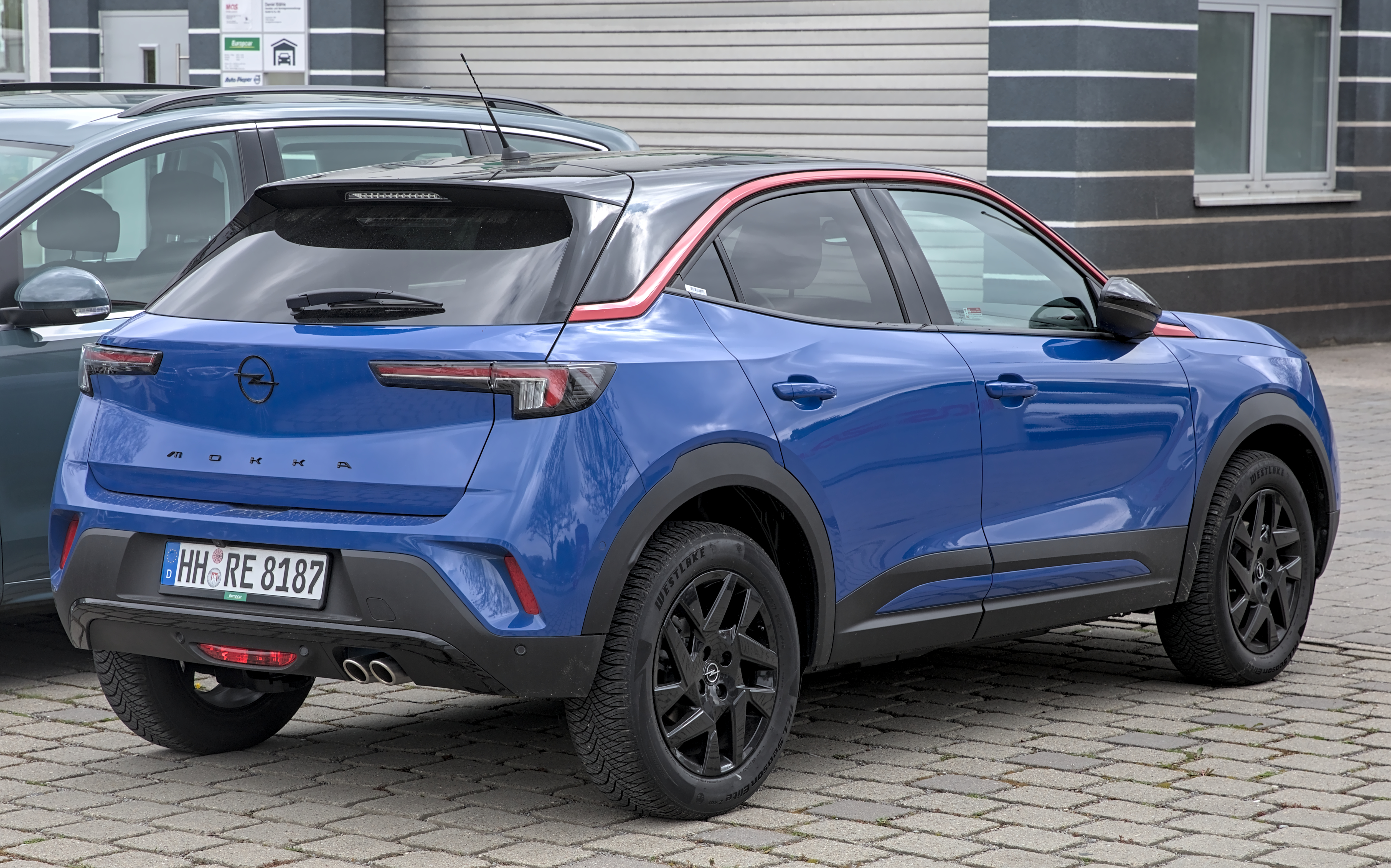
Heckansicht
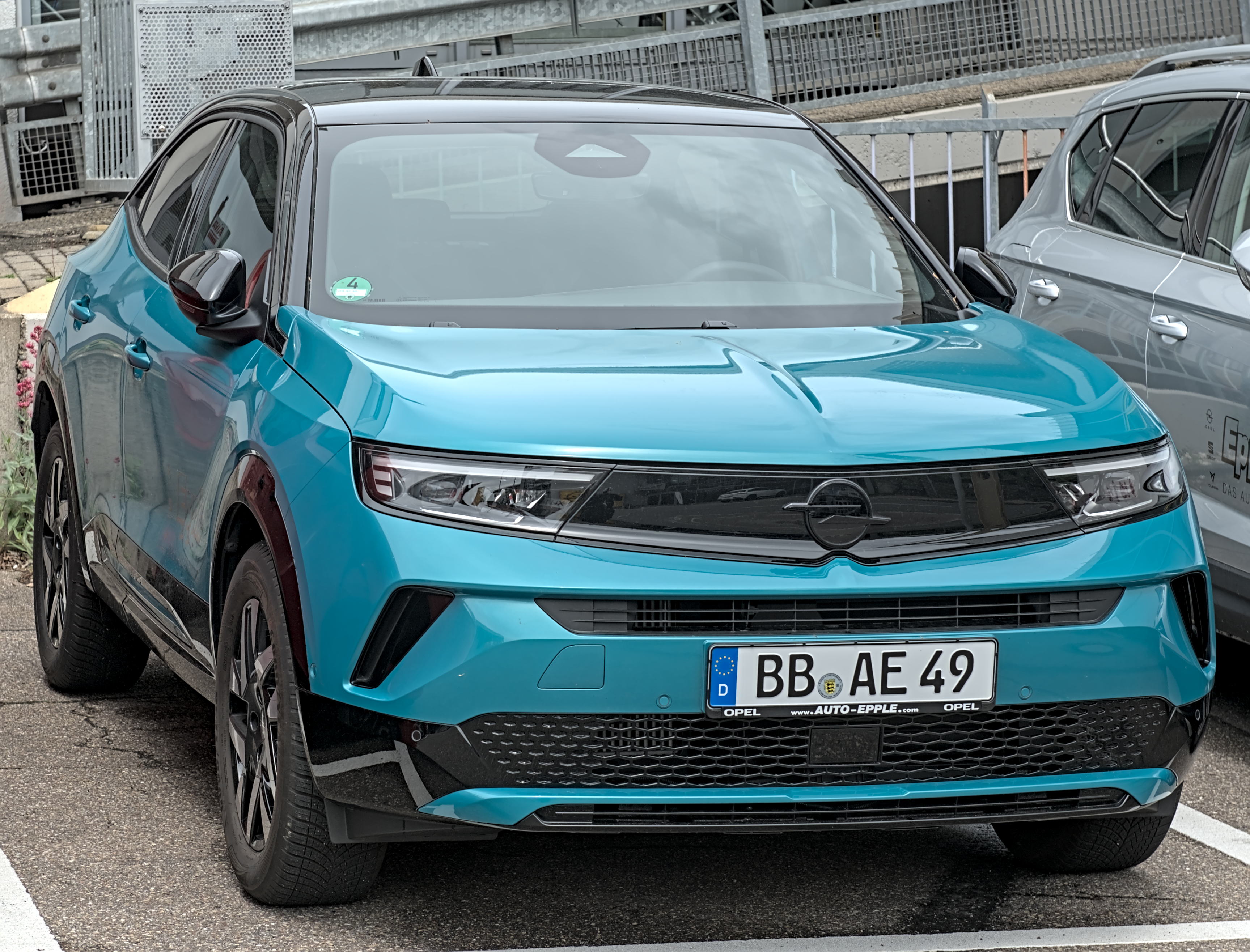
Opel Mokka (seit 2024)
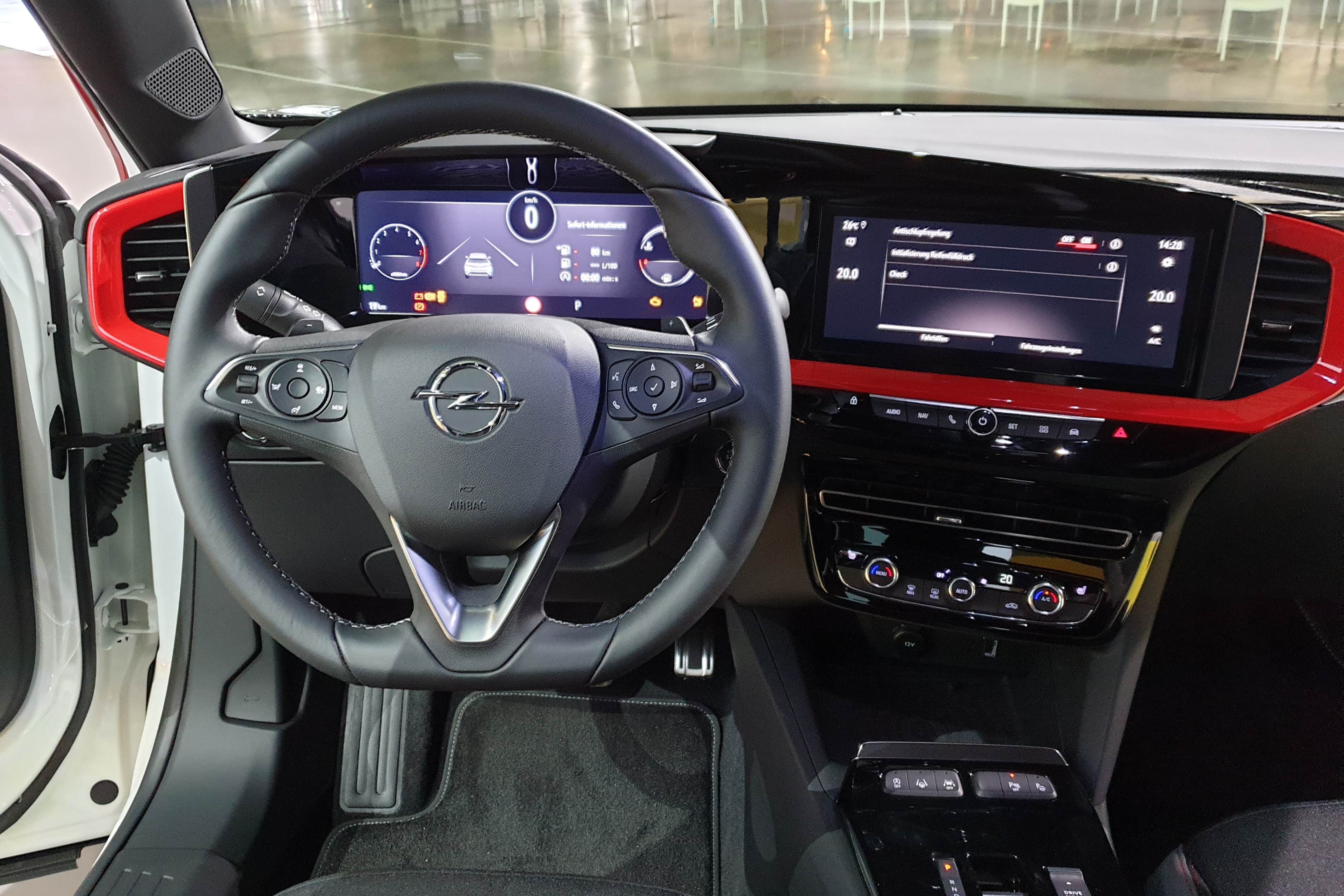
Innenraum (2021–2024)
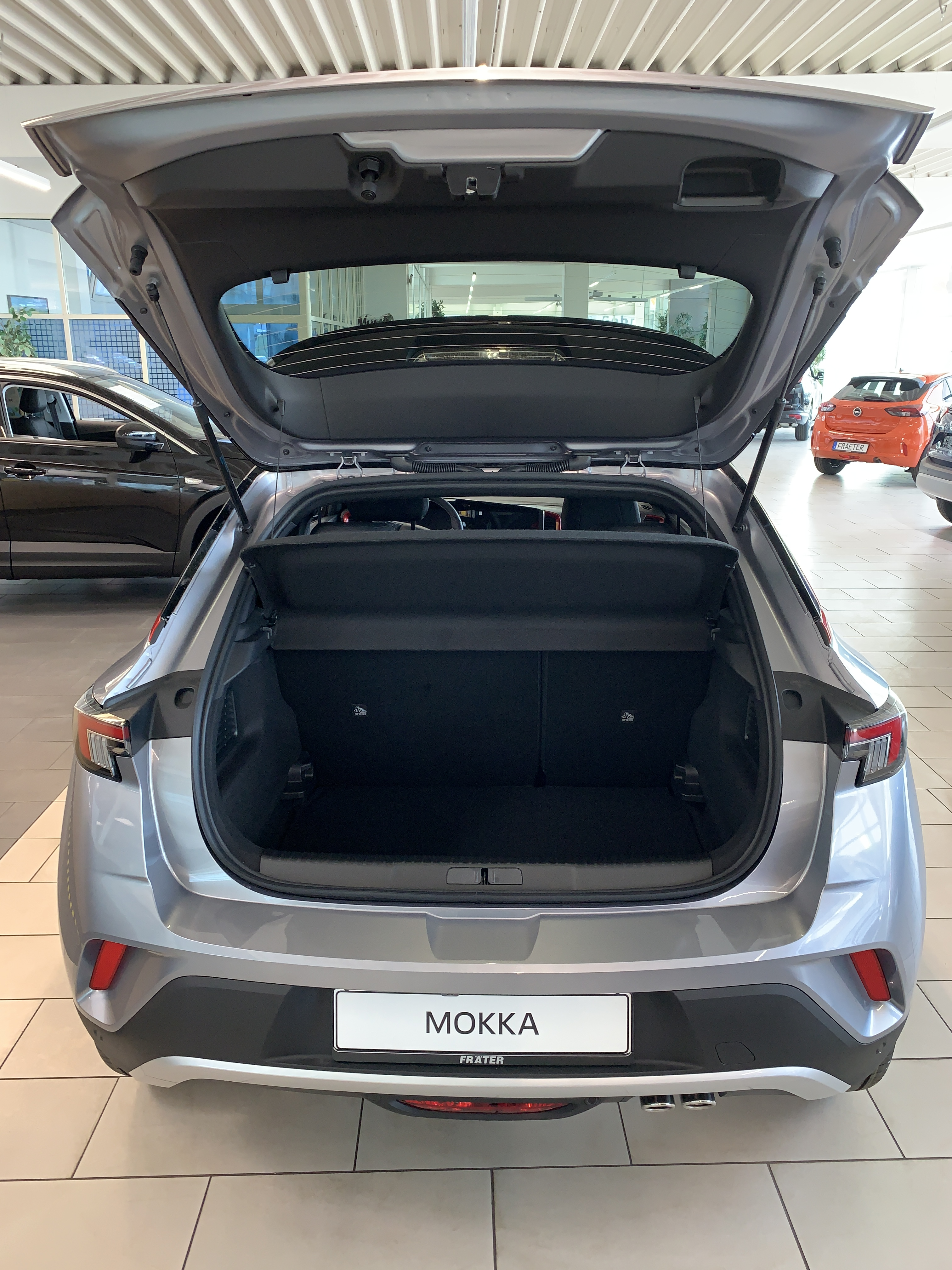
Kofferraum
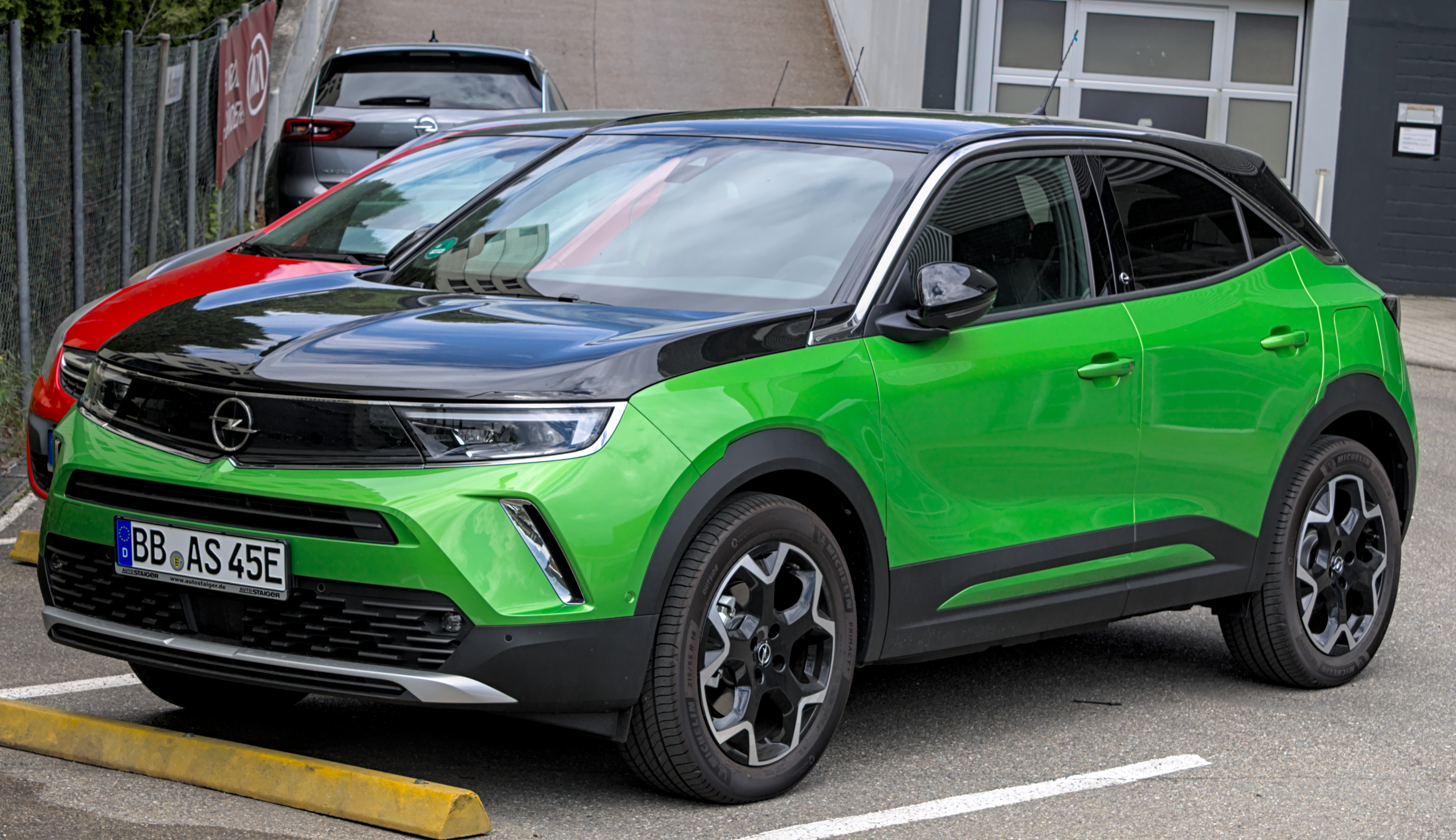
Opel Mokka-e (2021–2024)
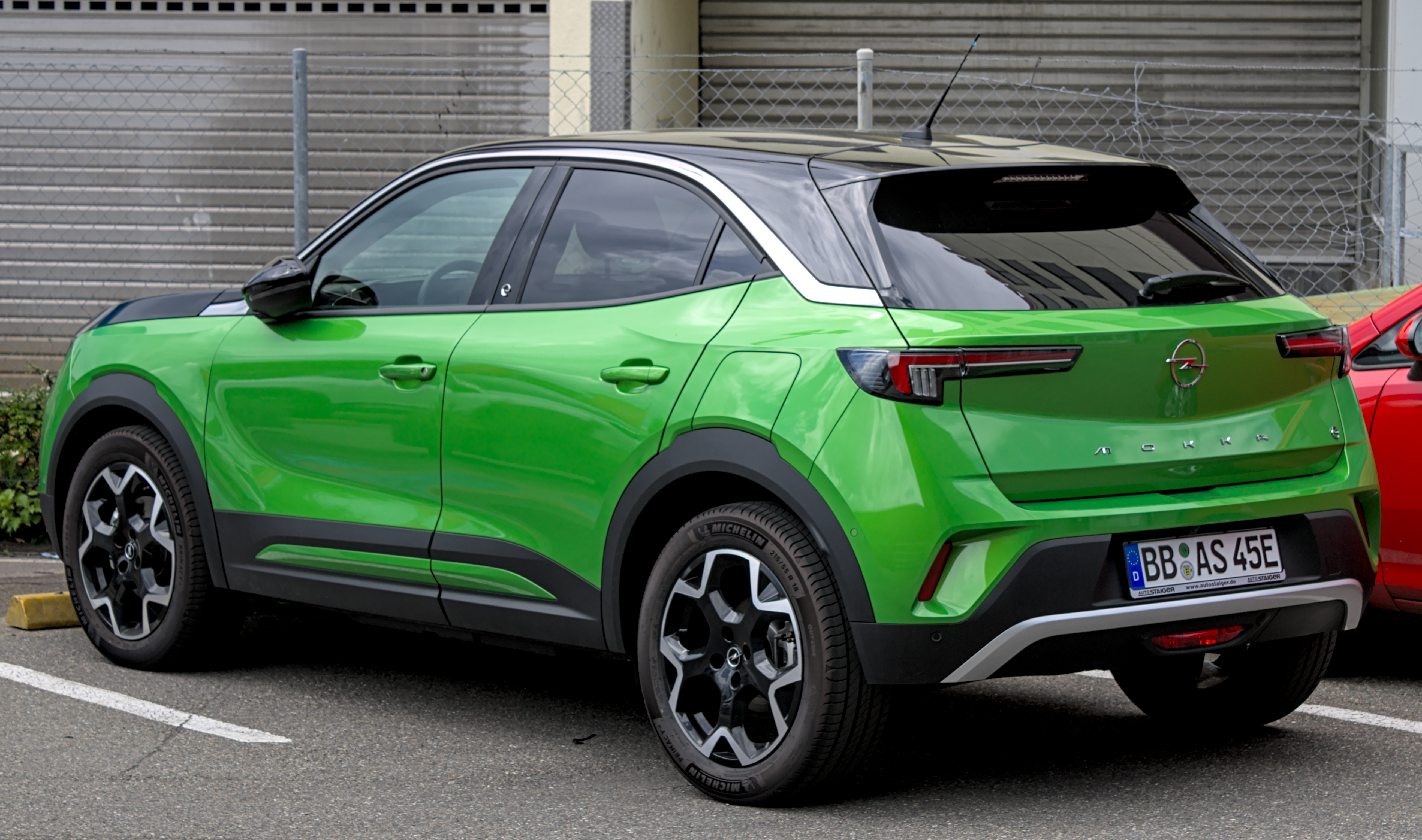
Heckansicht
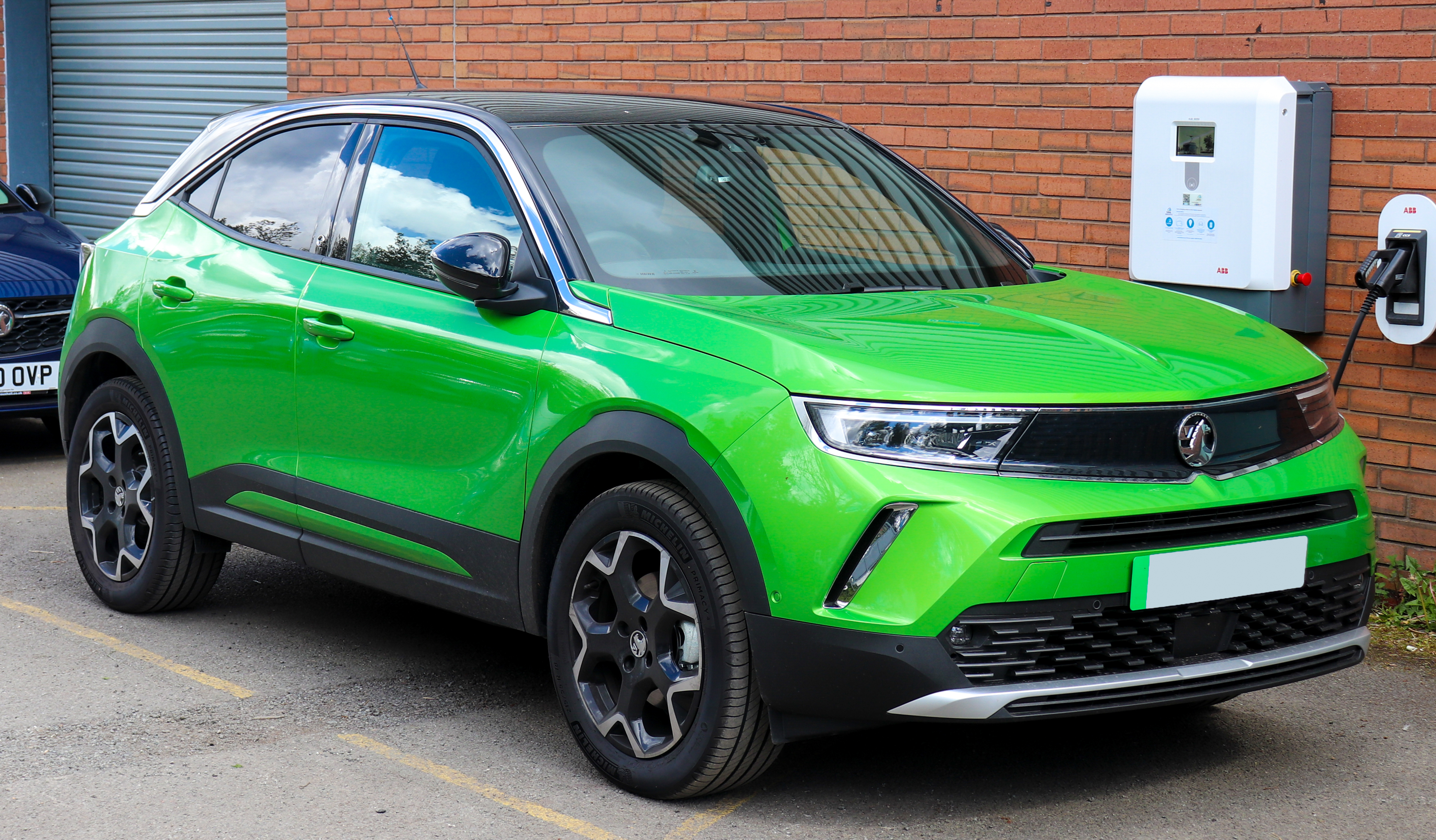
Vauxhall Mokka-e (2021–2024)
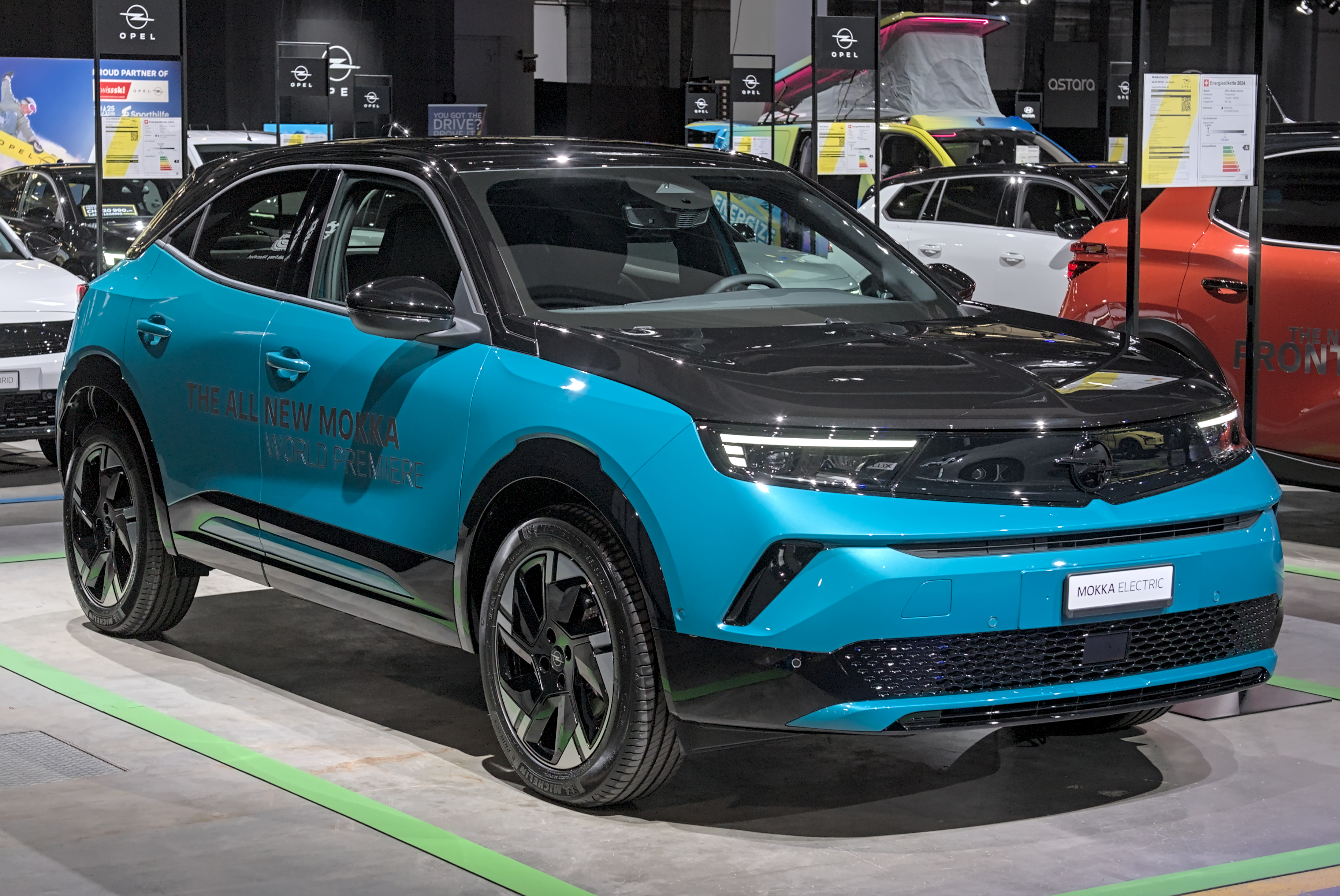
Opel Mokka-e (seit 2024)
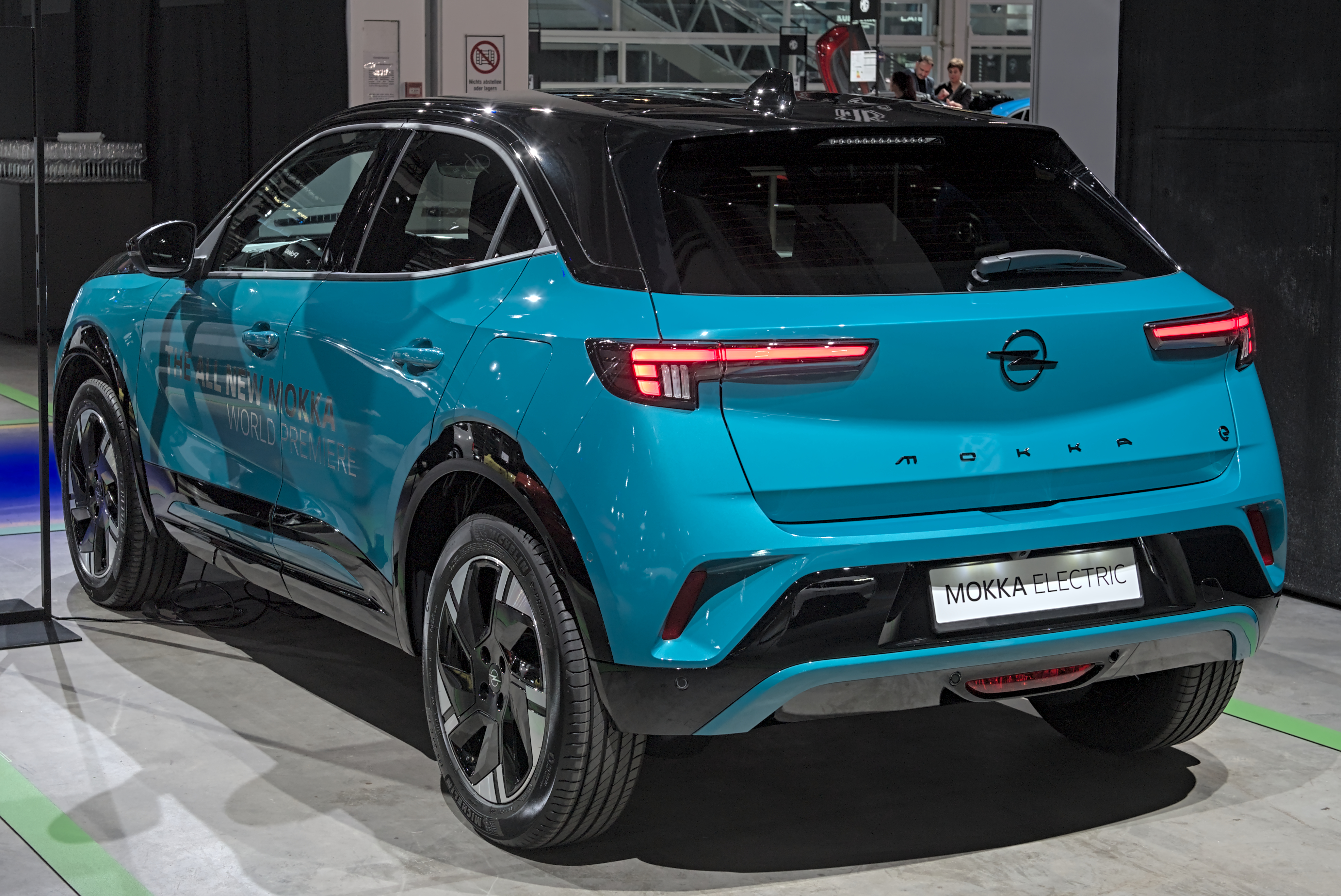
Heckansicht
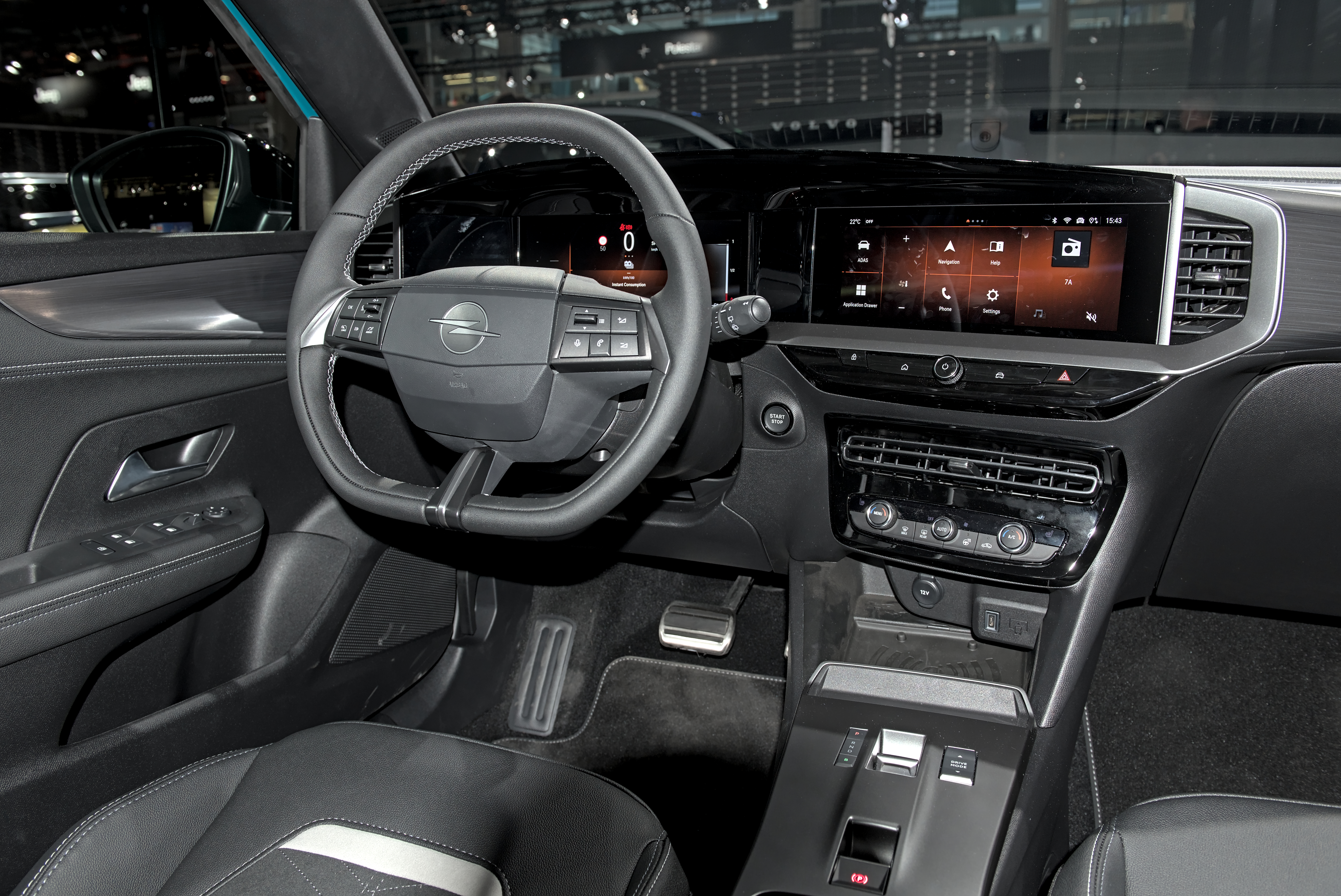
Innenraum (seit 2024)

## Sicherheit
Im Sommer 2021 wurde der Mokka B vom Euro NCAP auf die Fahrzeugsicherheit getestet. Er erhielt vier von fünf möglichen Sternen.

## Technische Daten
Der im Juni 2020 vorgestellte Mokka-e übernimmt den Elektroantrieb aus dem Opel Corsa-e. Da die Stirnfläche sowie die Masse gegenüber dem Corsa-e höher ausfallen, sinkt die Reichweite nach WLTP auf 324 km. Der Akkumulator mit einer Kapazität von 50 kWh soll an einer 100 kW-Gleichstrom-Säule in 30 Minuten auf bis zu 80 Prozent wieder aufgeladen werden können. Die Höchstgeschwindigkeit ist bei 150 km/h elektronisch begrenzt. Im Dezember 2022 wurde der Elektroantrieb überarbeitet.
Auf Seiten der Verbrennungsmotoren bietet Opel die aus dem Peugeot 2008 II und DS 3 Crossback bekannten 1,2-Liter-Ottomotoren und 1,5-Liter-Dieselmotoren an. Seit Frühjahr 2024 ist auch ein Mild-Hybrid erhältlich. Im GSE leistet ein Elektromotor maximal 207 kW (280 PS). Die Höchstgeschwindigkeit liegt hier bei 200 km/h.
|                                                            | 1.2 Turbo             | 1.2 Turbo             | 1.2 Turbo                    | 1.2 Turbo                  | 1.2 Turbo              | 1.2 Turbo              | 1.2 Turbo Mild-Hybrid            | 1.2 Turbo Mild-Hybrid            | 1.5 Diesel            | Mokka-e                                    | Mokka Electric                             | GSE                         |
| Bauzeitraum                                                | 01/2021–11/2023       | 11/2023–10/2024       | 01/2021–11/2023              | seit 11/2023               | 08/2023–11/2023        | seit 11/2023           | 05/2024–03/2025                  | seit 03/2025                     | 01/2021–08/2023       | 01/2021–10/2024                            | seit 12/2023                               | ab Ende 2025                |
| Motorkenndaten                                             |                       |                       |                              |                            |                        |                        |                                  |                                  |                       |                                            |                                            |                             |
| Motortyp                                                   | R3-Ottomotor          | R3-Ottomotor          | R3-Ottomotor                 | R3-Ottomotor               | R3-Ottomotor           | R3-Ottomotor           | R3-Ottomotor                     | R3-Ottomotor                     | R4-Dieselmotor        | Elektromotor EMR3 von Vitesco Technologies | Elektromotor EMR4 von Vitesco Technologies | Elektromotor                |
| Motoraufladung                                             | Turbolader            | Turbolader            | Turbolader                   | Turbolader                 | Turbolader             | Turbolader             | Turbolader                       | Turbolader                       | Turbolader            | —                                          | —                                          | —                           |
| Hubraum                                                    | 1199 cm³              | 1199 cm³              | 1199 cm³                     | 1199 cm³                   | 1199 cm³               | 1199 cm³               | 1199 cm³                         | 1199 cm³                         | 1499 cm³              | —                                          | —                                          | —                           |
| max. Leistung bei min−1                                    | 74 kW (100 PS) / 5000 | 74 kW (100 PS) / 5000 | 96 kW (130 PS) / 5500        | 96 kW (130 PS) / 5500      | 100 kW (136 PS) / 5500 | 100 kW (136 PS) / 5500 | 100 kW (136 PS) / 5500           | 107 kW (145 PS) / 5500           | 81 kW (110 PS) / 3500 | 100 kW (136 PS) / 3700                     | 115 kW (156 PS)                            | 207 kW (280 PS)             |
| max. Drehmoment bei min−1                                  | 205 Nm / 1750         | 205 Nm / 1750         | 230 Nm / 1750                | 230 Nm / 1750              | 230 Nm / 1750          | 230 Nm / 1750          | 230 Nm / 1750                    | 230 Nm / 1750                    | 250 Nm / 1750         | 260 Nm / 0–3700                            | 260 Nm / 0–3700                            | 345 Nm                      |
| Kraftübertragung                                           |                       |                       |                              |                            |                        |                        |                                  |                                  |                       |                                            |                                            |                             |
| Antrieb, serienmäßig                                       | Vorderradantrieb      | Vorderradantrieb      | Vorderradantrieb             | Vorderradantrieb           | Vorderradantrieb       | Vorderradantrieb       | Vorderradantrieb                 | Vorderradantrieb                 | Vorderradantrieb      | Vorderradantrieb                           | Vorderradantrieb                           | Vorderradantrieb            |
| Getriebe, serienmäßig                                      | 6-Gang-Schaltgetriebe | 6-Gang-Schaltgetriebe | 6-Gang-Schaltgetriebe        | 8-Stufen-Automatikgetriebe | 6-Gang-Schaltgetriebe  | 6-Gang-Schaltgetriebe  | 6-Stufen-Doppelkupplungsgetriebe | 6-Stufen-Doppelkupplungsgetriebe | 6-Gang-Schaltgetriebe | 1-Stufen-Reduktionsgetriebe                | 1-Stufen-Reduktionsgetriebe                | 1-Stufen-Reduktionsgetriebe |
| Getriebe, optional                                         | —                     | —                     | (8-Stufen-Automatikgetriebe) | —                          | —                      | —                      | —                                | —                                | —                     | —                                          | —                                          | —                           |
| Messwerte                                                  |                       |                       |                              |                            |                        |                        |                                  |                                  |                       |                                            |                                            |                             |
| Leergewicht                                                | 1270 kg               | 1270 kg               | 1275 kg (1295 kg)            | 1294 kg                    | 1275 kg                | 1317 kg                | 1362 kg                          | 1362 kg                          | 1295 kg               | 1598 kg                                    | 1632 kg                                    |                             |
| Höchstgeschwindigkeit                                      | 188 km/h              | 188 km/h              | 202 km/h (200 km/h)          | 203 km/h                   | 204 km/h               | 208 km/h               | 209 km/h                         | 209 km/h                         | 190 km/h              | 150 km/h                                   | 150 km/h                                   | 200 km/h                    |
| Beschleunigung, 0–100 km/h                                 | 10,6 s                | 10,6 s                | 9,1 s (9,2 s)                | 8,9 s                      | 9,1 s                  | 8,9 s                  | 8,2 s                            | 8,2 s                            | 10,8                  | 9,0–9,2 s                                  | 9,0 s                                      | 5,9 s                       |
| Kraftstoff-/Energieverbrauch auf 100 km (kombiniert)       | 4,6 l Super           | 5,7 l Super           | 4,5 l Super (4,8 l Super)    | 6,1 l Super                | 5,2–6,2 l Super        | 5,7 l Super            | 4,9 l Super                      | 4,9 l Super                      | 3,8 l Diesel          | 15,8–16,2 kWh                              | 15,2–15,5 kWh                              |                             |
| CO2-Emissionen, kombiniert                                 | 104 g/km              | 128 g/km              | 103 g/km (111 g/km)          | 137 g/km                   | 118–139 g/km           | 128 g/km               | 110 g/km                         | 110 g/km                         | 100 g/km              | —                                          | —                                          | —                           |
| Tankinhalt                                                 | 44 l                  | 44 l                  | 44 l                         | 44 l                       | 44 l                   | 44 l                   | 44 l                             | 44 l                             | 44 l                  | —                                          | —                                          | —                           |
| Batteriekapazität (Lithium-Ionen-Polymer) (Brutto / Netto) | —                     | —                     | —                            | —                          | —                      | —                      | —                                | —                                | —                     | 50 kWh / 48,1 kWh                          | 54 kWh / 50,8 kWh                          | 54 kWh / 50,8 kWh           |
| elektrische Reichweite nach WLTP                           | —                     | —                     | —                            | —                          | —                      | —                      | —                                | —                                | —                     | bis zu 338 km                              | bis zu 407 km                              | bis zu 336 km               |
| Abgasnorm                                                  | Euro 6d               | Euro 6e               | Euro 6d                      | Euro 6e                    | Euro 6d                | Euro 6e                | Euro 6e                          | Euro 6e                          | Euro 6d               | —                                          | —                                          | —                           |

Werte in runden Klammern ( ) gelten für Modelle mit optionalem Getriebe.